# Seres queridos
Seres queridos és una pel·lícula de comèdia negra espanyola dirigida per Dominic Harari i Teresa de Pelegrí el 2004. Està rodada a Madrid i tracta de fer un retratar amb humor el conflicte arabo-israelià.

## Sinopsi
Leni Dali és una jove espanyola d'origen jueu que s'ha promès amb Rafi, un jove palestí. Una nit el convida a sopar a casa perquè conegui la seva família. Això deixa trasbalsada a la mare. Per a més desgràcia, Rafi intenta congraciar-se amb la sogra fent el sopar, però se li cau el bloc de caldo congelat per la finestra i mata el pare de Leni.

## Repartiment
- Marian Aguilera - Leni Dali
- Guillermo Toledo - Rafi
- Norma Aleandro - Gloria Dali
- María Botto - Tania Dali
- Fernando Ramallo - David Dalenski
- Mario Martín - Ernesto Dali
- Yohana Cobo

## Recepció
Fou candidata al Goya al millor maquillatge i perruqueria. També ha guanyat el premi del Festival del Cinema d'Aup d'Uès, al de Jerusalem i al de Montecarlo.